# 乌里·卡赞斯坦
乌里·卡赞斯坦（希伯來語：‎，1951年—2018年8月24日）是以色列雕刻家、视觉艺术家和电影导演。

## 背景
乌里·卡赞斯坦于1951年出生在特拉维夫。1969年，他加入以色列国防军并参与了斋月战争。20世纪70年代后期，他在旧金山艺术学院学习，并得到艺术创作硕士学位。80年代，他前往美国纽约工作生活。他早期的创作品包括展览品、音乐作品、表演艺术和听觉艺术。20世纪90年代中期他开始制作小雕像。除此之外他还制作一些一次性乐器。

## 作品
1993年，乌里·卡赞斯坦和复仇拖拉机乐队合作了摇滚剧《Samara》。21世纪的最初几年他开始创作带有超现实主义元素的影像艺术作品。他早期的表演艺术作品定期在“厨房”、8BC等表演场所演出。除此之外，他的雕塑和影像艺术作品还在圣彼得堡的俄罗斯博物馆、纽约的切尔西艺术博物馆、德国的杜塞尔多夫美术馆、以色列博物馆和杜克大学艺术馆展出。卡赞斯坦还参与了1991年圣保罗双年展、2001年威尼斯双年展、2002年布宜诺斯艾利斯双年展（首次获奖）和2005年第九届伊斯坦布尔双年展。其作品还曾展示在英国伦敦和加的夫、德国柏林、美国旧金山、西班牙圣地亚哥-德孔波斯特拉，以及卡赞斯坦的故乡以色列特拉维夫的剧场。自2003年开始直到2018年逝世，卡赞斯坦在海法大学人文系美术科担任讲师。

## 获奖
乌里·卡赞斯坦曾获得以下奖项。
- 1982年以色列教育部创意鼓励奖
- 1989年以色列教育部作品完成奖
- 1998年以色列教育部视觉艺术创作者奖
- 2001年威尼斯双年展以色列馆奖
- 2002年布宜诺斯艾利斯艺术双年展冠军

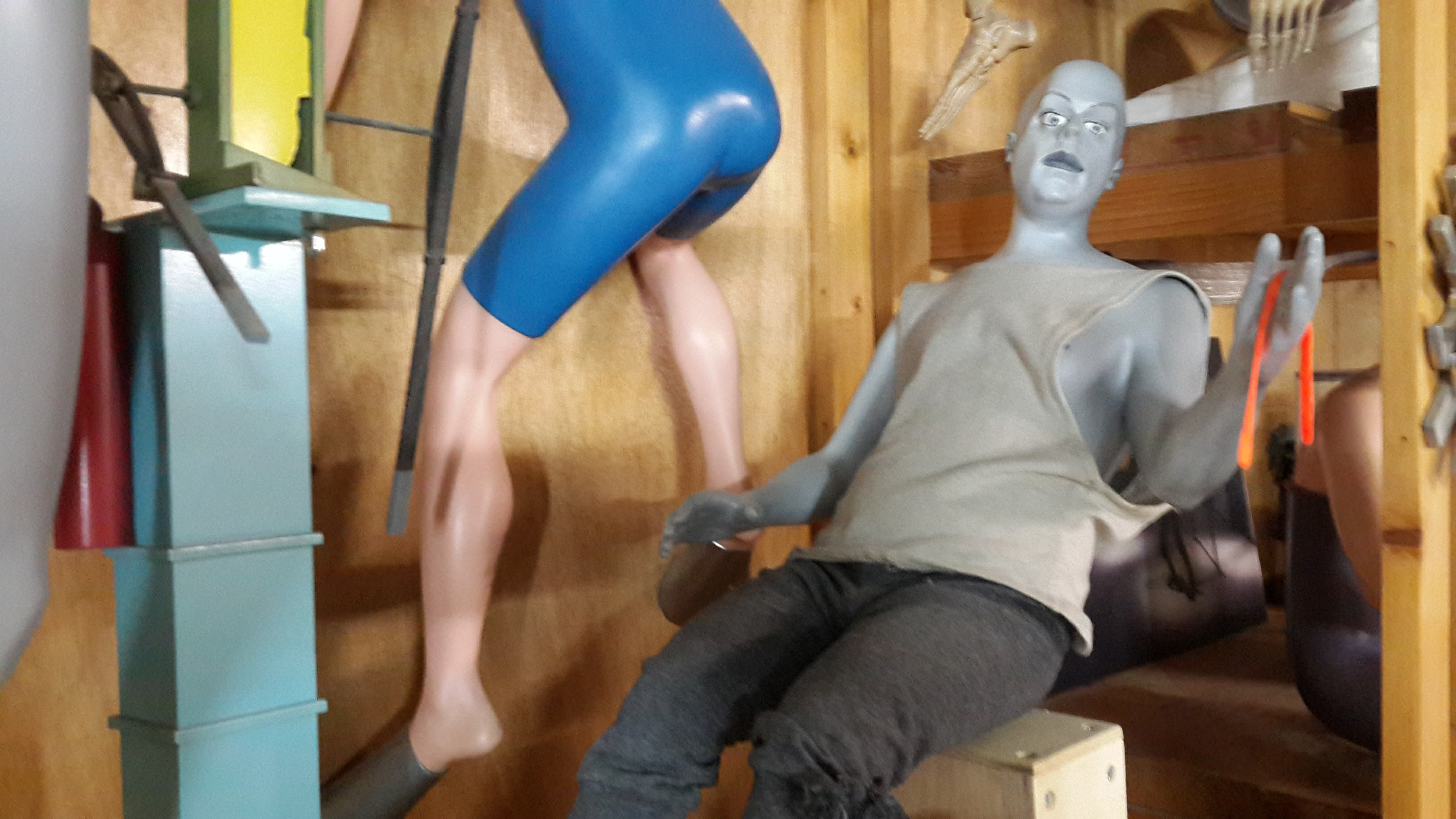
乌里·卡赞斯坦工作室里的作品（2017年4月14日）

- 2014年特拉维夫艺术博物馆桑德勒基金会雕刻奖[9][10][11]
- 2017年特拉维夫市迪岑哥夫奖（英语：Dizengoff Prize）

## 书籍

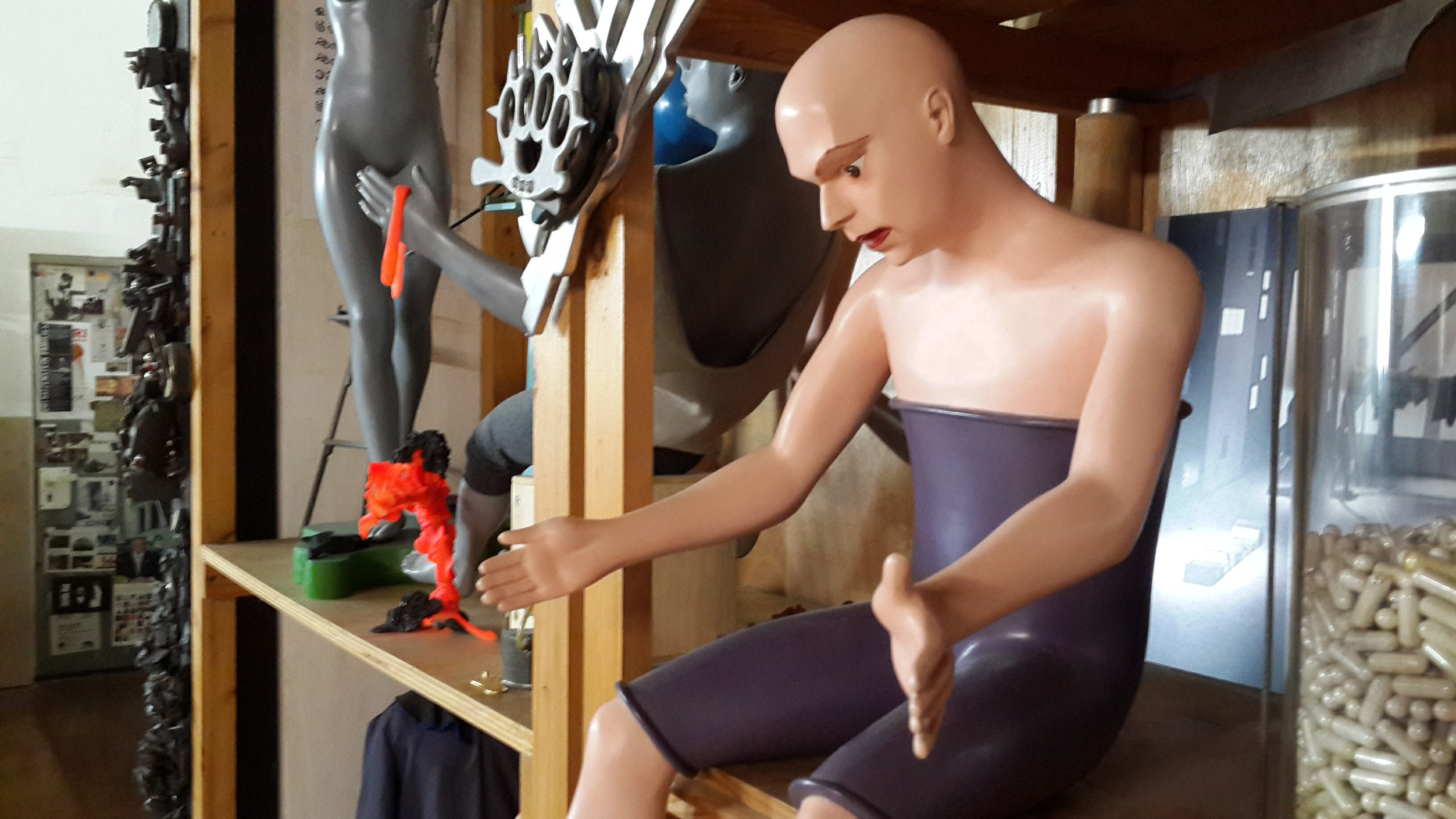
乌里·卡赞斯坦工作室里的作品（2017年4月14日）

- Nurit Daṿid, Yehoshuʻa Borḳovsḳi, Yiśraʼel Rabinovits, Uri Ḳatzenstein. . 1991. OCLC 58404699.
- Uri Katzenstein. . 1993. ISBN 978-965-278-130-7 （希伯来语）.
- Uri Katzenstein. . 2000. OCLC 49932271.
- Uri Katzenstein. . 2015. ISBN 978-965-539-109-1.